# Nuxia
Nuxia es un género con 55 especies de plantas  perteneciente a la familia Stilbaceae.

## Especies seleccionadas
- Nuxia allorgeorum
- Nuxia ambrensis
- Nuxia angolensis
- Nuxia congesta
- Nuxia floribunda
- Nuxia glomerulata

## Sinonimia
- Lachnopylis